# HD 179079 b
HD 179079 b es un planeta extrasolar que orbita la estrella de tipo G de la secuencia principal HD 179079, localizado aproximadamente a 208 años luz, en la constelación de Aquila.Este planeta tiene al menos un 8% de la masa de Júpiter y 1,5 veces la de Neptuno. Orbita muy próximo a su estrella ya que tan solo tarda 14 días en completar su periodo orbital, con un semieje mayor de 0,11 UA. Este planeta fue descubierto usando el Telescopio Keck, el 12 de agosto de 2009. El astrónomo Wladimir Lyra (2009) ha propuesto Epimetheus como el nombre común posible para HD 179079 b.